# Xây dựng tinh gọn
Xây dựng tinh gọn (tiếng Anh: Lean Construction), là một sự kết hợp của nghiên cứu và phát triển cơ bản trong thiết kế và thi công xây dựng phỏng theo các nguyên lý và thực tiễn của sản xuất tinh gọn vào quá trình thiết kế tiệm cận với thi công xây dựng (rút ngắn quá trình từ thiết kế đến thi công). Không giống như sản xuất công nghiệp, xây dựng là quá trình sản xuất dựa trên dự án. Xây dựng tinh gọn có liên quan với việc theo đuổi toàn diện cải tiến đồng thời và liên tục trong tất cả các chiều của môi trường xây dựng và môi trường tự nhiên: thiết kế, xây dựng, bàn giao đưa công trình vào sử dụng, bảo hành bảo trì, cải tạo sửa chữa, và xây dựng lại (Abdelhamid 2007). Cách tiếp cận này sẽ cố gắng để quản lý và cải thiện quy trình xây dựng với chi phí tối thiểu và giá trị tối đa bằng cách xem xét nhu cầu của khách hàng. (Koskela et al 2002)
Thuật ngữ "Xây dựng tinh gọn" (Lean Construction) được đưa ra bởi Tập đoàn Quốc tế về Xây dựng Tinh gọn (International Group for Lean Construction) trong phiên họp đầu tiên vào năm 1993. (Gleeson et al 2007)

## Lịch sử phát triển
Tham luận hội thảo Xây dựng tinh gọn Lưu trữ ngày 13 tháng 4 năm 2003 tại Wayback Machine của Lauri Koskela Lưu trữ ngày 31 tháng 7 năm 2007 tại Wayback Machine vào năm 1992, thách thức cộng đồng quản lý xây dựng bằng việc xem xét những bất cập của mô hình cân bằng thời gian-chi phí-chất lượng (tam giác quản lý dự án).
Bằng chứng từ nghiên cứu và quan sát chỉ ra rằng các mô hình khái niệm của Quản lý xây dựng và các công cụ nó sử dụng (là cơ cấu phân chia công việc, Phương pháp Đường găng, và quản lý giá trị thu được).

## Xây dựng tinh gọn là gì?
Xây dựng tinh gọn là "cách để thiết kế các hệ thống sản xuất nhằm giảm thiểu sự lãng phí vật liệu, thời gian, và nỗ lực để tạo ra lượng giá trị (lợi nhuận) lớn nhất có thể. (Koskela et al 2002)". Việc thiết kế một hệ thống sản xuất để đạt được tuyên bố kết thúc chỉ có thể thông qua sự hợp tác của tất cả các bên tham gia dự án (Chủ đầu tư (chủ sở hữu bất động sản), Tư vấn Thiết kế (kiến trúc và kỹ thuật), các Nhà thầu xây dựng, Ban quản trị bất động sản (Ban quản lý vận hành công trình), Người sử dụng cuối cùng (người thuê nhà)) ngay từ các giai đoạn ban đầu của dự án. Trong khi xây dựng tinh gọn giống hệt với sản xuất tinh gọn về tinh thần (cơ bản), thì xây dựng tinh gọn lại khác biệt về việc nó đã được hình thành (thai nghén) như thế nào cũng như làm thế nào nó được thực hiện tốt. While lean construction is identical to Lean Production in spirit, it is different in how it was conceived as well how it is practiced.
Tinh thần chung bắt nguồn từ các nguyên tắc chia sẻ sau: The common spirit flows from shared principles:
- Tối ưu hóa toàn bộ hệ thống thông qua hợp tác và học tập có hệ thống. Whole System Optimisation through Collaboration and systematic learning
- Cải tiến liên tục/theo đuổi sự hoàn hảo liên quan đến tất cả mọi người trong hệ thống. continual improvement/pursuit of perfection involving everyone in the system